# Орловка (Пугачёвский район)
Орловка — село в Пугачёвском районе Саратовской области России, в составе сельского поселения Надеждинское муниципальное образование.
Население — 65 (2010) человек.

## История
В Списке населённых мест Российской империи по данным 1859 года населённый пункт упомянут как казённая деревня Орловка (она же Шишмала) Николаевского уезда Самарской губернии, расположенная при реке Стерехие по правую сторону почтового тракта из Николаевска в Хвалынск в 40 верстах от уездного города Николаевска. В деревне насчитывалось 32 двора и проживало 117 мужчин и 115 женщин. 
После крестьянской реформы Орловка была отнесена к Липовской волости. Согласно Списку населённых мест Самарской губернии по сведениям за 1889 год в Орловке насчитывалось 58 дворов, проживали 615 жителей (русские православного вероисповедания). Земельный надел составлял 1133 десятины удобной и 93 десятины неудобной земли. Имелись 4 ветряные мельницы. Согласно переписи 1897 года в Орловке проживали 695 жителей, все православные.
Согласно Списку населённых мест Самарской губернии 1910 года в Орловке, получившей к этому времени статус села, проживали 351 мужчина и 363 женщины (бывшие государственные крестьяне), имелись церковь и церковно-приходская школа.

## Физико-географическая характеристика
Село находится в Заволжье, между оврагами Каменный и Калабин (оба относятся к бассейну реки Стерех), на высоте около 130 метров над уровнем моря. Почвы — чернозёмы южные.
Село расположено примерно в 38 км по прямой в северном направлении от районного центра города Пугачёв. По автомобильным дорогам расстояние до районного центра составляет 43 км, до областного центра города Саратов — 280 км, до Самары — 220 км.
Часовой пояс
Орловка, как и вся Саратовская область, находится в часовой зоне МСК+1. Смещение применяемого времени относительно UTC составляет +4:00.

## Население
Динамика численности населения по годам:
| Годы      | 1858 | 1889 | 1897 | 1910 | 2002 |
| --------- | ---- | ---- | ---- | ---- | ---- |
| Население | 232  | 615  | 695  | 714  | 84   |

| 2002 | 2010 |
| ---- | ---- |
| 84   | ↘65  |

Национальный состав
Согласно результатам переписи 2002 года, в национальной структуре населения русские составляли 56 %